# 新佩特里夫希納
50°21′39″N 32°58′31″E / 50.36083°N 32.97528°E
新佩特里夫希納（烏克蘭語：Нова Петрівщина），是烏克蘭中部的村莊，隸屬波爾塔瓦州的盧布尼區。該村距離博戈達里夫卡和皮利齊2.5公里，海拔高度154米，2001年人口106。